# Friedrich Nielebock

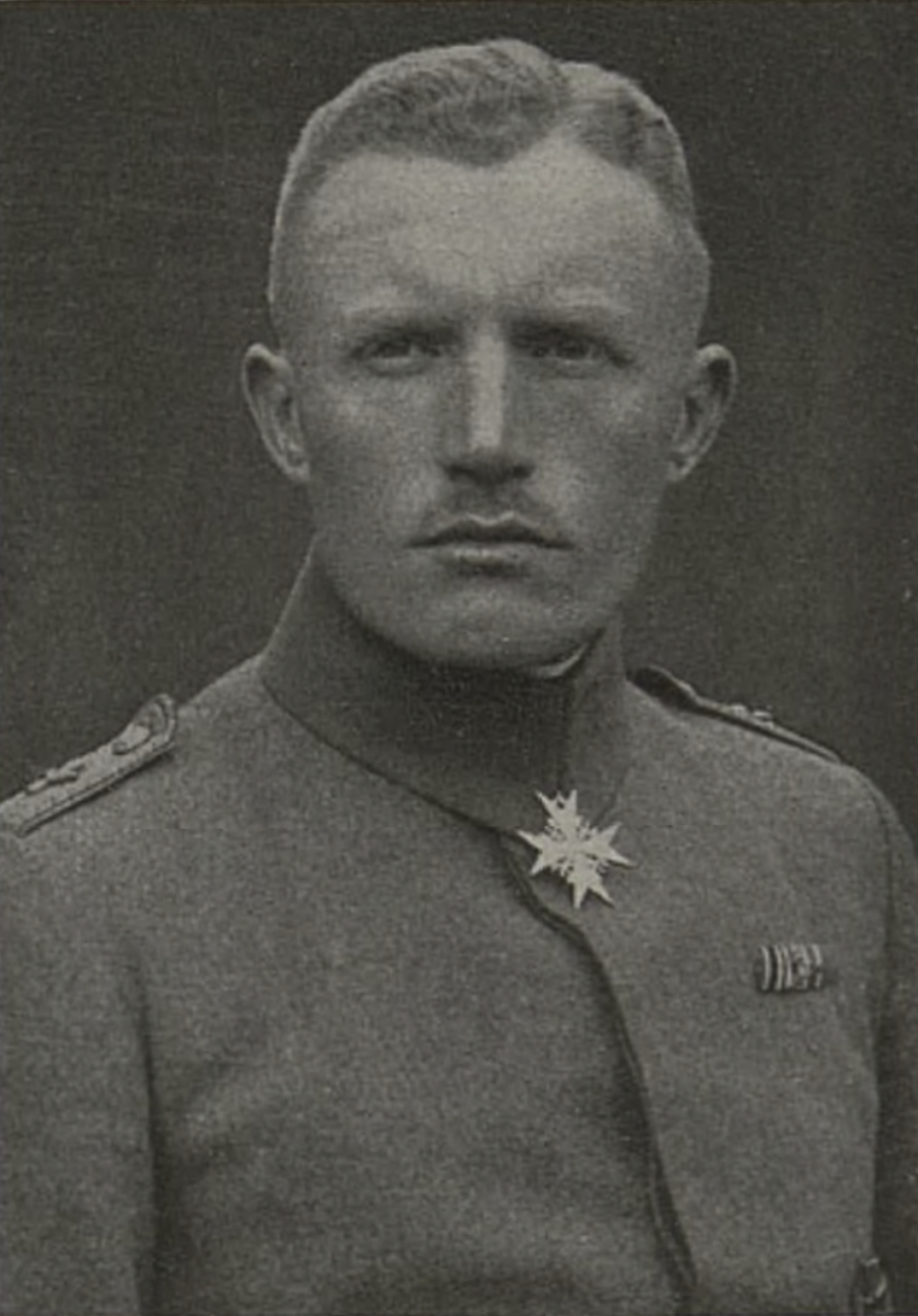
Friedrich Nielebock, 1918

Christian Friedrich Ernst Nielebock (* 7. Mai 1881 in Weißewarte; † 2. Juni 1962 in Venezuela) war ein deutscher Offizier.

## Leben
Friedrich Nielebock stammte aus der Altmark und wurde nach dem Abitur am Gymnasium zu Stendal zunächst zum Artilleristen ausgebildet.
Später wurde er Pilot und ein erfolgreicher Flieger des Ersten Weltkrieges.
Er diente unter anderem in der Fliegerabteilung 250.
Viele feindliche Artilleriestellungen, die er entdeckt hatte, konnten zerstört werden. Für diese hervorragende Arbeit bei der Luftaufklärung erhielt er als Leutnant der Landwehr am 2. Juni 1918 den höchsten preußischen Militärorden, den Pour le Mérite. Er war einer der wenigen Aufklärungsflieger und der einzige Leutnant der Landwehr, der diesen höchsten preußischen Tapferkeitsorden erhielt.
Im Berliner Postkartenverlag Willi Sanke erschien eine sogenannte „Sanke-Postkarte“ (Nr. 649) mit dem Titel Leutnant Nielebock, unser erfolgreicher Beobachtungsflieger, die ihn mit seinem Orden in Uniform zeigt. Die Postkarte wurde in die Porträt- und Ansichtensammlung des Bildarchivs der Bayerischen Staatsbibliothek aufgenommen.
Sein Bruder Walter Nielebock veröffentlichte 1938 in der Festschrift 600 Jahre Gymnasium zu Stendal einen mehrseitigen Beitrag über ihn.
Nach dem Krieg wurde Friedrich Nielebock Direktor eine Firma in Venezuela, wo er im Juni 1962 im Alter von 81 Jahren verstarb.